# Braniştea (Galaţi)
Braniştea é uma comuna romena localizada no distrito de Galaţi, na região de Moldávia. A comuna possui uma área de 52.71 km² e sua população era de 4125 habitantes segundo o censo de 2007.